# Oxytropis
Oxytropis és un gènere de plantes amb flors de la família de les fabàcies.
Són plantes tòxiques pels animals ramaders com també ho acostumen a ser les espècies del gènere pròxim astragalus (els dos gèneres s'anomenen locowed en anglès).
El gènere Oxytropis consta d'unes 300 espècies que són originàries d'Euràsia i Amèrica del Nord i algunes arriben a viure a la tundra àrtica.
Als Països catalans són autòctones Oxytropis lapponica (al Pallars Jussà), Oxytropis montana (Pirineus), Oxytropis halleri (Pirineus) Oxytropis campestris (Pirineus) i Oxytropis foucaudii (Baixa Ribagorça).
El gènere el componen plantes perennes piloses que fan inflorescències en raïm de color rosat, porpra, blanc o groc com a caràcter diferenciador amb altres lleguminoses les seves flor tenen la quilla acabada en un pic agut.
Algunes espècies:
- Oxytropis arctica - Àrtica
- Oxytropis bella
- Oxytropis borealis - boreal
- Oxytropis campestris - de camp
- Oxytropis deflexa -
- Oxytropis jaquinii
- Oxytropis kobukensis - de Kobuk
- Oxytropis lambertii - flor porpra
- Oxytropis monticola - flor groga
- Oxytropis nitens
- Oxytropis oreophila - de muntanya
- Oxytropis oxyphylla
- Oxytropis parryi -
- Oxytropis prostrata
- Oxytropis pseudoglandulosa
- Oxytropis riparia -
- Oxytropis sericea - flor blanca
- Oxytropis strobilacea
- Oxytropis todomoshiriensis